# Уилям Милър (историк)
Вижте пояснителната страница за други личности с името Уилям Милър.
Уилям Милър (на английски: William Miller) е британски историк, медиевист и журналист.

## Биография
Роден е в 1864 г. в семейството на собственик на мина от Къмбърланд. Следва в Оксфорд и завършва право през 1889 г., но никога не практикува. През 1895 г. се жени за Ада Мери Райт, с която се установява в Лондон през 1903 г. Милър и жена му прекарват по-голямата част от живота си в чужбина. До 1923 г. живеят в Рим, но след установяването на Бенито Мусолини на власт се местят в Атина, Гърция. Там Милър преподава в Британското училище в Атина до германската инвазия в страната през 1945 г. След това се мести в Южна Африка, където остава до края на живота си.
Автор е на множество византинистки, османистки и етнографски трудове, посветени на Балканите и Близкия изток.
Член е на Британската академия (1932), почетен доктор на Атинския университет и член-кореспондент на Атинската академия.

## „Пътешествия и политика в Близкия изток“
През 1898 г. Милър издава книгата си „Пътешествия и политика в Близкия изток“, в която посвещава цяла глава на разглеждането на Македонския въпрос. В нея Милър предрича избухналия между балканските държави въоръжен конфликт за Македония:
| „ | ...в Македония съществуват семената на конфликт, който може не само да извести разчленяването на Турската империя в Европа, но може да доведе до братоубийствена борба между християнските държави на Балканите или дори до тази изключително плашеща Европейска война, която дипломацията се опитва да отложи, ако не може да предотврати... | “ |

Според Милър балканските националности са така размесени в Македония и аспирациите на балканските държави са така припокриващи се, че не възможно мирното разделяне на областта.
| „ | Всички знаем сега основните характеристики на българската, сръбската, румънската и албанската националност... но никъде на Балканския полуостров тези националности не са така смесени и разбъркани, като в Македония... И за българите, и за сърбите, и за гърците Македония е Обетованата земя и аспирациите на едните могат да бъдат задоволени само чрез игнориране на аспирациите на другите... От християнските националности на Балканите, българите в момента държат най-силна позиция в спорната област. Исторически няма съмнение, въпреки опитите на гръцките и сръбските автори да умаловажат техните претенции, че в различни периоди по времето на старите български царе Македония е почти изцяло под тяхната власт. | “ |

Също така Милър отхвърля предлаганите идеи за автономия или за независимост на Македония и смята, че Македонският въпрос на-добре може да бъде решен чрез окупация от Австро-Унгария:
| „ | Напоследък бе предложено друго решение на Македонския въпрос. Европа, твърди то, е отстъпила България на българите и Сърбия на сърбите, защо да не даде Македония на македонците - или като автономна провинция на Турция, или като независима балканска държава? Това решение, макар и да получи високо одобрение от господин Гладстон, чийто услуги никога няма да бъдат забравени от балканските народи, изглежда, по скромното ми мнение, невъзможно. Няма паралел между случая а Македония и случаите на Сърбия и България. Няма македонска националност; цялата трудност в тази страна е, че тя е смес от враждуващи националности, които нямат нищо общо помежду си, с изключение може би на тяхното недоволство от съществуващия режим. Нито от друга страна някоя от македонските националности е достатъчно силна, за да подчини всички други, а федерация би била непрактична. Вероятно, под натиск от Силите, Турция може да мине през доказалия се във времето фарс на даване на Македония на реформи на хартия, на които после ще се позволи да останат мъртва буква. За мен, при всички случаи, крайното, не казвам незабавното решение и от материална гледна точка най-доброто решение е Австро-Унгария „да слезе в Солун“ и да окупира Македония, както вече окупира Босна и Херцеговина за цялостна полза на човечеството. | “ |